# Przerwa (Emilianów)
Przerwa – część wsi Emilianów w Polsce, położona w województwie łódzkim, w powiecie sieradzkim, w gminie Złoczew. Wchodzi w skład sołectwa Emilianów.
W latach 1975–1998 Przerwa administracyjnie należała do województwa sieradzkiego.